# Quentin D. Wheeler
Quentin Duane Wheeler, né le 31 janvier 1954, est un entomologiste, taxinomiste, auteur et chroniqueur américain, et il est le directeur fondateur de l'Institut international d'exploration des espèces. Depuis 2014, il est le quatrième président de l'université d'État de New York Collège de la science de l'environnement et de la foresterie, à Syracuse dans l'État de New York. Auparavant, il était professeur d'entomologie à l'université Cornell et l'université d'État de l'Arizona, il a été conservateur et chef de l'entomologie au musée d'histoire naturelle de Londres, puis directeur de la Division de biologie environnementale de la National Science Foundation.

## Carrière
Wheeler a été membre de la faculté de l'université Cornell pendant 24 ans, où il a obtenu la position de professeur titulaire. Il a été président de l'entomologie et directeur du Liberty Hyde Bailey Hortorium à Cornell. Wheeler a siégé en tant que conservateur et chef de l'entomologie au musée d'histoire naturelle de Londres de 2004 à 2006 et a été directeur de la Division de biologie environnementale de la National Science Foundation de 2001 à 2004.

## Publications
Articles
Parmi les articles les plus cités de Wheeler :
- (en) Larry E. Watrous et Quentin D. Wheeler, « The Out-Group Comparison Method of Character Analysis », in Systematic Zoology, Vol. 30, no 1, mars 1981, pp. 1-11
- (en) Kevin C. Nixon et Quentin D. Wheeler, « An amplification of the phylogenetic species concept », in  Cladistics, Volume 6, no 3, 1990 pp. 211-223
- (en) Quentin D. Wheeler, « Taxonomic triage and the poverty of phylogeny », in Philosophical Transactions B, Volume 359, no 1444, avril 2004, pp. 571-583
- (en) Quentin D. Wheeler, Peter H. Raven, et Edward O. Wilson, « Taxonomy: impediment or expedient », in Science, Vol. 303, 16 janvier 2004, no 5656, p. 285

Ouvrages
Les livres les plus largement répandus de Wheeler comprennent :
- (en) Quentin Wheeler et Meredith Blackwell, Fungus-insect relationships : perspectives in ecology and evolution, New York, Columbia University Press, 1984, 514 p. (ISBN 978-0-231-05695-3 et 978-0-231-05694-6, OCLC 829782686).
- (en) Michael J. Novacek (edt.) et Quentin D. Wheeler (edt.), Extinction and phylogeny, New York, Columbia University Press, 1992, 253 p. (ISBN 978-0-231-07438-4, OCLC 475031001)
- (en) Quentin Wheeler et Rudolf Meier, Species concepts and phylogenetic theory : a debate, New York, Columbia University Press, 2000, 256 p. (ISBN 978-0-231-50662-5, OCLC 817868316, lire en ligne)
- (en) Quentin D Wheeler, The new taxonomy, Boca Raton, CRC Press, coll. « Systematics Association special volume » (no 76), 2008, 237 p. (ISBN 978-0-8493-9088-3, OCLC 718327670)
- (en) Sandra Knapp (edt.) et Quentin D. Wheeler (edt.), Letters to Linnaeus, Londres, Linnean Society Of London, 2009, 336 p. (ISBN 978-0-9506207-9-4, OCLC 851973932)
- (en) Quentin D. Wheeler et Sarah Pennak, What on Earth? : 100 of Our Planet's Most Amazing New Species, New York, New York, USA, Plume, 2013, 304 p. (ISBN 978-0-452-29814-9, OCLC 1059142735)